# Tour of Victory
El Tour of Victory (en español: Tour de la Victoria) fue una carrera ciclista profesional por etapas que se disputa en Turquía, a finales del mes de agosto. 
Se creó en 2007, con el nombre de Paths of Victory Tour, formando parte del UCI Europe Tour, dentro la categoría 2.2 (última categoría del profesionalismo). Aunque su segunda edición no se llegó a disputar hasta el 2010 siendo al última en 2011.
Tuvo entre 5 y 4 etapas, iniciándose siempre en Inebolu.

## Palmarés
| Año                   | Ganador       | Segundo             | Tercero       |
| Paths of Victory Tour |               |                     |               |
| --------------------- | ------------- | ------------------- | ------------- |
| 2007                  | Zoltán Remák  | Svetoslav Tchanliev | Plamen Dimov  |
| 2008-2009             | No se disputó | No se disputó       | No se disputó |
| Tour of Victory       |               |                     |               |
| 2010                  | Mert Mutlu    | Mustafa Sayar       | Vladimir Koev |
| 2011                  | Nazim Bakırcı | Ali Rıza Tanrıverdi | Gökhan Hasta  |

## Palmarés por países
| País       | Victorias |
| ---------- | --------- |
| Turquía    | 2         |
| Eslovaquia | 1         |